# Поду-Лунг
Поду-Лунг (рум. Podu Lung) — село у повіті Прахова в Румунії. Адміністративно підпорядковане місту Комарнік.
Село розташоване на відстані 95 км на північ від Бухареста, 44 км на північний захід від Плоєшті, 46 км на південь від Брашова.

## Населення
За даними перепису населення 2002 року у селі проживали 1207 осіб, усі — румуни. Усі жителі села рідною мовою назвали румунську.